# Dipolo repellente

L'attrazione gravitazionale induce il movimento verso aree più dense, e allo stesso tempo la repulsione gravitazionale spinge la materia fuori da un'area vuota, secondo il modello "dipolo repellente". I piccoli cerchi e le loro linee rappresentano le galassie e le direzioni dei loro rispettivi movimenti.

Il Dipolo Repellente o Repulsore Dipolare (in lingua inglese: Dipole Repeller) è un'area scarsamente popolata del cosmo da cui le galassie vicine si allontanano, giocando un ruolo repulsivo sui flussi di velocità opposto a quello dell'attrattore Shapley.

## La scoperta
La sua scoperta è stata annunciata il 30 gennaio 2017 da un team di scienziati dell'Ufficio del Commissariato per l'Energia Atomica, l'Università Claude-Bernard di Lione, l'Università delle Hawaii e l'Università Ebraica di Gerusalemme. È l'influenza dominante che spiega la direzione e la velocità di 631 km/s del Gruppo locale. A titolo di confronto, la velocità orbitale della Terra intorno al Sole è di 30 km/s. Il sistema solare è guidato intorno al centro della Galassia ad una velocità di 230 km/s.
L'attrattore Shapley, un'altra area opposta rispetto alla Via Lattea, crea una forza attrattiva sul movimento delle galassie. Questa attrazione localizzata, completata dalla posizione del dipolo repellente, sono i principali fattori che contribuiscono all'anisotropia dipolare della radiazione cosmica di fondo.
Il dipolo repellente è posizionato ad una distanza di 220 megaparsecs (220 Mpc) dalla Via Lattea, e coincide con un vuoto di densità galattica.
Questo complesso, dall'attrattore Shapley al dipolo repellente, copre quasi 1,7 miliardi di anni luce e nel 2017 costituisce la più grande area mappata dell'universo osservabile.
Gli autori dell'articolo pubblicato su Nature Astronomy nel gennaio 2017 sostengono che le misurazioni della velocità della distanza dal dipolo repellente sono incompatibili con una spiegazione basata esclusivamente su una forza gravitazionale attraente. Nessuna singola concentrazione di materia osservata (gravitazionalmente attrattiva) può spiegare le velocità e le direzioni osservate della distanza dalle stelle e dalle galassie. Possiamo quindi osservare la presenza di una forza aggiuntiva, repulsiva e la cui natura non è specificata, secondo questi autori:
Uno degli autori, Hoffman, ha detto al Guardian: "Mostriamo che l'attrattore del supergruppo Shapley ci attrae davvero, ma quasi 180 gradi nell'altra direzione c'è una regione senza galassie, e questa regione ci spinge indietro. Quindi ora abbiamo un'attrazione da una parte e una spinta dall'altra. E' una storia d'amore e odio, attrazione e repulsione."»
Hoffman ha anche detto a Wired: "Oltre ad essere attratti dal noto superammasso Shapley, siamo anche respinti dal nuovo dipolo repellente scoperto. Così è sembrato che l'attrazione e la spinta sono di importanza comparabile dove si trova la nostra galassia."
Hoffman ha detto a IFLScience: "Dopo aver sottratto l'espansione media dell'universo, la forza gravitazionale netta delle regioni sovra dense è quella di un'attrazione e quella delle regioni sotto dense è quella di una repulsione."
Questa posizione è in linea con quella del CNRS, che afferma in un comunicato stampa:
Questa posizione è sostenuta anche da Jean-Pierre Petit, che ha spiegato questo fenomeno repulsivo utilizzando il Modello cosmologico Janus. La presenza di masse negative non rilevabili al centro del vuoti produrrebbe anche effetti negativi delle lenti gravitazionali.
Lo stesso team di ricerca ha individuato nel settembre 2017 un secondo vuoto con forza repulsiva: il Cold Spot Repeller.
Questi numerosi vuoti, che respingono la materia con una forza gravitazionale inversa, sono tra i componenti principali del "V-Web cosmico".